# 楊傑 (成化戊戌進士)
楊傑（1444年—1499年），字廷俊，山西太原府平定州人，軍籍，明朝政治人物。進士出身。

## 生平
早年出身國子生，山西鄉試第六名。成化十四年（1478年）戊戌科會試第六十名，殿試登進士第二甲第十八名。改翰林院庶吉士，授编修，九年秩满，升侍讲，充经筵讲官。弘治四年纂修宪庙实录成，升司经局洗马，九年充东宫讲读官，同修大明会典，弘治十二年卒，特谕賜祭葬

## 家族
曾祖父楊叔誠。祖父楊玘，曾任通判。父亲楊宗灝。前母荆氏，母王氏。慈侍下。兄周英（贡士）；周華。娶黄氏。